# Kozłowo (powiat płocki)
Kozłowo – wieś sołecka w Polsce położona w województwie mazowieckim, w powiecie płockim, w gminie Drobin.
Wieś powstała w XIII wieku. Od samego jej powstania należała do rycerskiego rodu herbu Jastrzębiec. Ziemie tą jak i inne otrzymali oni z nadań rycerskich. Miejscowość ta po przywileju Księcia Mazowieckiego Siemowita w roku 1408 staje się rodowym gniazdem Kozłowskich herbu Jastrzębiec.
Posiadało ogółem około 320 ha roli w połowie osadzonej kmieciami. Część kmieca składała się z dwóch grup zwanych Kozłowo-Kucze i Kozłowo-Łyska. Dziedziczyli tu na początku XVI wieku Mikołaj Szafranek, zmarły przed 1549 rokiem, którego dwaj synowie Marcin i Maciej pozostawili same córki, oraz Wawrzyniec Łyska Kozłowski, zmarły przed 1538 rokiem. Jeden z jego synów, Piotr Łyska Kozłowski, występujący w latach 1544-80 był przez wiele lat sędzią grodzkim płockim. Jeden z wnuków Wawrzyńca, Andrzej, syn Mikołaja, ożenił się z Dorotą Szafrankówną, a w rezultacie pod koniec XVI wieku był on ze swymi stryjecznymi braćmi, synami sędziego Piotra, wyłącznym dziedzicem tych dwóch części Kozłowa. Około 1630 roku jedna część tych dóbr należała do Marcina, syna Andrzeja, i Doroty Szafrankówny, druga zaś do jego kuzyna Jana Kozłowskiego, wnuka sędziego, który posiadał też Cieciersk. Ci Łyskowie Kozłowscy posiadali też działy w zagrodowej części Kozłowa. W połowie XVII wieku powstaje nowy układ stosunków własnościowych w Kozłowie. Znaczna część gruntów przeszła na własność dziedziców z Brzechowa - Cieszewskich i jest dziedziczona łącznie z Brzechowem aż do XIX wieku. Kozłowo-Łyski vel Liszki z dworem i 20 poddanymi było własnością Wawrzyńca Świerczyńskiego. W Kozłowie Witkach natomiast występował Jan Kozłowski, syn Mateusza a wnuk Pawła, który był bratem wspomnianego wyżej Andrzeja Kozłowskiego, sędziego płockiego. Jan miał w 1674 roku 14 poddanych. W Kozłowie Zągotach jest w tym czasie 6 działów bez poddanych. Po Janie Kozłowskim dziedziczył w Kozłowie syn Mikołaj występujący w latach 1698-1739. Z 2 żony Świerczyńskiej, dziedziczki Kozłowa-Łysek, miał syna Leona, któremu w 1756 roku bracia przyrodni Piotr, Józef Antoni i Tomasz odstąpili też swoje prawa do ojcowskiej części Kozłowa, a także części które posiadał stryjeczny brat ich ojca - Walenty Kozłowski. W tym czasie więc całe Kozłowo z wyjątkiem niewielkiego działu, który w Kozłowie Zągotach posiadał w 1776 roku Jan Gocłowski, należało do Leona, który był skarbnikiem sierpeckim. Leon umarł po 1768 roku, pozostawiając z żony Kosińskiej 3 synów i 2 córki. Z nich Kozłowo przypadło Sebastianowi, skarbnikowi sierpeckiemu po ojcu, który pod koniec życia separował się z żoną i został księdzem. W latach 1784–1802 dokupił on Brzechowo i Swierczynko, przyłączając w ten sposób również grunty Kozłowa należące do Brzechowa. Sebastian umarł w 1831 roku. Samo Kozłowo odziedziczyli synowie: najpierw Symforian vel Jan, a następnie Ignacy, który w 1841 roku był zmuszony wystawić Kozłowo na licytację, na której dobra kupił jego stryjeczny brat Wiktor Kozłowski, syn Kajetana. Wiktor odstąpił Kozłowo bratu Antoniemu, ale ten dostał pomieszania zmysłów i w Kozłowie gospodarował, jak się zdaje, inny brat, Leon. Po bezdzietnej śmierci zarówno Antoniego, jak i Leona dobra ponownie zostały wystawione na licytację, na której w 1863 roku kupił Kozłowo Władysław Kozłowski syn wspomnianego wyżej Wiktora. Po śmierci Władysława w 1893 roku Kozłowo liczące około 322 ha dziedziczyło jego 6 dzieci. Z nich w wyniku działów rodzinnych przy Kozłowie utrzymał się syn Kajetan – Piotr ur. 26.11. 1859 r. w Krajkowie parafia Zagroba, zmarł on bezdzietnie w 1929 roku w majątku Kozłowie, a Kozłowo przypadło jego bratankowi, synowi Jana Stanisława, Stefanowi Kozłowskiemu. Jego żona Lucyna z Żórawskich zmarła w 1939 roku. Jednak już w czasie wojny zarząd nad majątkiem przejęli Niemcy. W 1945 roku dobra zostały rozparcelowane przez władzę ludową
Kozłowo posiadało dwór który pobudowany w roku 1867 na wcześniejszym miejscu dworu drewnianego. Cały budynek był z cegły kryty gontem. Zachował się do 1975 roku. Po II wojnie światowej zaniedbany przez władze popada w ruinę. Rozebrany i zniszczony przy milczącej zgodzie władz przez okoliczną ludność. Pozostał tylko zrujnowany zespół parkowy i kupa gruzów z domku ogrodnika który podzielił los dworu.
W latach 1975–1998 miejscowość należała administracyjnie do województwa płockiego.